# Jophiel

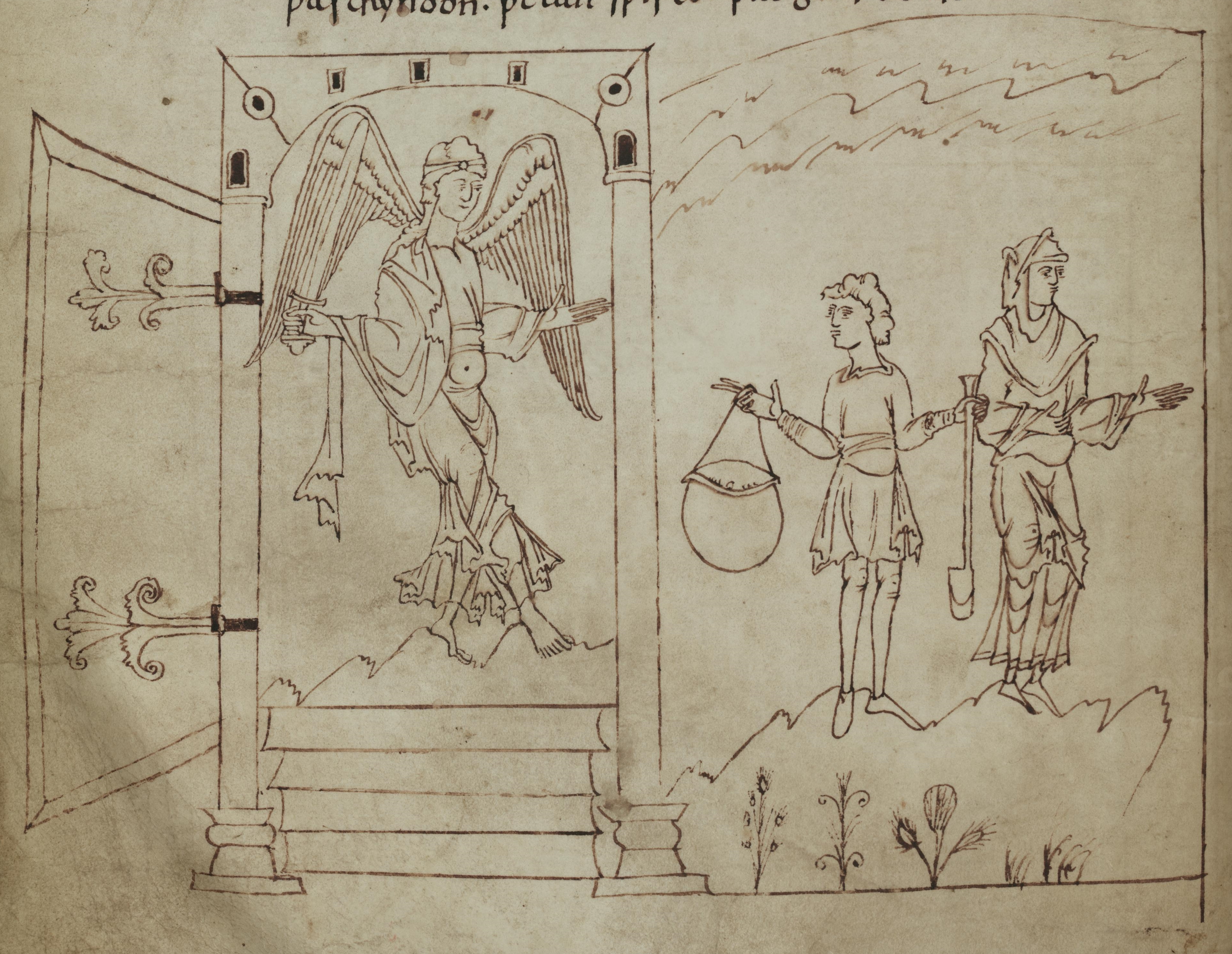
Jophiel est l'archange qui aurait expulsé Adam et Ève du Paradis, selon la tradition biblique

Jophiel (de l'hébreu יופיאל - la beauté de Dieu) est un archange aussi connu sous les noms de Iophiel, Iofiel, Jofiel, Yofiel, Youfiel et Zophiel.